# 小行星7861
小行星7861（英語：7861 Messenger）是一颗围绕太阳公转的小行星。1981年3月2日，舒爾特·巴斯在赛丁泉山发现了此天体。
这颗小行星的绝对星等为344.81281等。